# Jan Weiler
Jan Weiler (né le 28 octobre 1967 à Düsseldorf) est un journaliste et écrivain allemand.

## Biographie
Originaire de Meerbusch, Jan Weiler est pigiste durant sa scolarité au journal local Westdeutsche Zeitung. Après son abitur et son service civil, il est concepteur-rédacteur avant d'être diplômé de la Deutsche Journalistenschule. En 1994, il est d'abord rédacteur puis de 2000 à 2005 avec Dominik Wichmann (de) rédacteur en chef du magazine supplémentaire du Süddeutsche Zeitung.
En 2002, il écrit un article sur son beau-père Antonio qui était un Gastarbeiter, un travailleur immigré en RDA. Sceptique sur sa parution, l'article connaît un engouement qui étonne Weiler. En 2003, il va avec lui en Italie. Il écrit un roman, Maria, ihm schmeckt’s nicht!, qui reprend des histoires biographiques de son beau-père que Weiler raconte avec des éléments inventés sur un ton humoristique. En 2005 paraît une suite, Antonio im Wunderland.
En 2004, il est récitant dans diverses villes. Il raconte ses premiers voyages dans In meinem kleinen Land en 2006. Depuis 2007, il tient une chronique hebdomadaire, Mein Leben als Mensch, sur le site Internet du Stern qui est publiée aussi depuis 2009 par Welt am Sonntag. Depuis janvier 2012, il est aussi chroniqueur sur la chaîne de télévision Bayern 2.
En 2009, il écrit le scénario de l'adaptation au cinéma de Maria, ihm schmeckt’s nicht!.
Jan Weiler vit avec sa femme germano-italienne et ses deux enfants à Icking.

## Œuvre
- Maria, ihm schmeckt’s nicht!, 2003,  (ISBN 3-548-36486-1)
- Antonio im Wunderland, 2005,  (ISBN 3-463-40484-2)
- In meinem kleinen Land, 2006,  (ISBN 3-499-62199-1)
- Gibt es einen Fußballgott?, 2006,  (ISBN 3-463-40501-6)
- Land in Sicht. Eine Deutschlandreise, 2007,  (ISBN 3-89910-372-6)
- Drachensaat, 2008,  (ISBN 3-463-40539-3)
- Mein Leben als Mensch, 2009,  (ISBN 978-3-463-40571-1)
- Mein neues Leben als Mensch, 2011,  (ISBN 978-3-463-40619-0)